# Schela (Galați)
Schela es una comuna ubicada en el distrito de Galați, Rumania.

## Superficie
Posee una superficie de 44,07 kilómetros cuadrados.

## Demografía
Hasta 2021 la población era de 3509 habitantes, con una densidad de población de 79,62 habitantes por kilómetro cuadrado.